# 15126 Brittanyanderson
15126 Brittanyanderson eller 2000 EA44 är en asteroid i huvudbältet som upptäcktes den 8 mars 2000 av LINEAR i Socorro County, New Mexico. Den är uppkallad efter Brittany L. Anderson.